# Wu Zijian
Wu Zijian (ur. 4 grudnia 1983) – chiński zapaśnik w stylu wolnym. Zdobył złoty medal w mistrzostwach Azji w 2007, piąty w 2012. Zajął 29 miejsce na mistrzostwach świata w 2007. Trzecie miejsce na wojskowych mistrzostwach świata w 2006 roku.